# 方瘤蚕
方瘤蚕（学名：Travisiopsis levinseni）为盲蚕科瘤蚕属的动物。分布于北大西洋、南极、亚南极水域、北太平洋，包括东海、台湾海峡、南海等海域，属于世界广布深水种。